# Matt Gallagher
Pour les articles homonymes, voir Gallagher.

a Compétitions nationales et continentales officielles uniquement.

b Matchs officiels uniquement.
Dernière mise à jour le 28 décembre 2024.
Matt Gallagher, né le 26 octobre 1996 à Sidcup (Angleterre), est un joueur international italien de rugby à XV jouant aux postes d'arrière ou ailier au Benetton Trévise.
Son père, John Gallagher, est un joueur international néo-zélandais de rugby à XV.

## Biographie
Matt Gallagher naît à Sidcup en Angleterre. Il est le fils du All Black John Gallagher. Il est d'origine irlandaise par ses grands-parents, mais n'a pas la nationalité néo-zélandaise que son père a obtenu grâce à ses années de résidence. Il est aussi d'origine italienne du côté de l'un de ses grands-parents maternels.
Il représente son pays de naissance chez les jeunes. Il joue pour l'équipe d'Angleterre des moins de 20 ans lors du Championnat du monde junior 2016 que les Anglais remportent en battant l'Irlande en finale.
Il fait ses débuts professionnels avec les Saracens en 2014 dans un match de Coupe anglo-galloise contre les Ospreys.
Durant la saison 2015-2016, il est prêté au Old Albanian RFC (en) avec qui il obtient la montée en troisième division.
En 2016-2017, il est de nouveau prêté, cette fois aux Bedford Blues.
Gallagher rejoint la province irlandaise du Munster à partir de la saison 2020-2021.
Après deux ans passés en Irlande, il fait son retour en Angleterre et signe avec le club de Bath Rugby en 2022.
En 2024, il rejoint le club italien du Benetton Trévise. Il est aussi sélectionné pour la première fois avec l'équipe d'Italie pour la tournée d'été. Il obtient sa première sélection avec ce pays contre les Samoa au mois de juillet 2024.